# مار بنيامين شمعون
مار بنيامين شمعون (بالسريانية: ܡܪܝ ܒܢܝܡܝܢ ܫܡܥܘܢ ܥܣܪܝܢ ܘܩܕܡܝܐ)‏، كما يعرف ب-مار شمعون التاسع عشر بنيامين، هو آخر بطاركة كنيسة المشرق الآشورية المقيمين في حكاري.
ولد سنة 1887 وتولى البطريركية في قدشانس سنة 1903. قاد حوالي 50,000 من رعيته إلى أورميا أثناء المجازر الآشورية. اغتيل في 3 اذار (مارس) 1918 مع 150 من مرافقيه بينما كان في حماية أحد الزعماء الأكراد من عشيرة شكاك.